# Arlington (Vermont)
Arlington – miasto w Stanach Zjednoczonych, w stanie Vermont, w hrabstwie Bennington.